# Jean-Baptiste de Villegas
Jean-Baptiste de Villegas, seigneur de Dambrugghe, né le 21 septembre 1621 à Bruges et mort le 7 janvier 1682 dans la même ville, est un homme politique.

## Biographie
Jean-Baptiste de Villegas est le fils de François de Villegas (1591-1637), commis à la recette des nouveaux impôts au quartier de Bruges, et d'Adrienne de Melgar. Marié à sa cousine Anne-Marie de Villegas puis à Marie-Françoise Diericx, il est l'ancêtre de Jean de Villegas.
Conseiller en 1652 puis échevin à partir de 1653, il est bourgmestre de Bruges de 1674 à 1677. Sa carrière dans la fonction publique connaît quelques problèmes. En 1662, il doit répondre au Conseil des Flandres des irrégularités qu'il aurait commises pendant son mandat d'échevin. Après une interruption de quatre ans à partir de 1661, il reprend sa carrière, de sorte que l'on puisse conclure qu'il a pu se justifier suffisamment. En 1669, il est poursuivi pour insultes qu'il a faites au bourgmestre Paul Cobrysse (nl), avec lequel il agit comme second échevin. Cela ne semble pas non plus avoir eu un effet négatif sur sa carrière publique.
Membre de la Sint-Jorisgilde (nl) de 1651 à 1682, il est prévôt de la Confrérie du Saint-Sang en 1666, maître des pauvre de la paroisse Notre-Dame et gardien de l'hôpital de la Magdalena dans le Nieuwe Gentweg (nl), ancienne maison des lépreux « Nazareth ».

## Mandats et fonctions
- Maître des pauvre de la paroisse Notre-Dame : 1653-1660
- Gardien de l'hôpital de la Magdalena, ancienne maison des lépreux « Nazareth » : 1661-1668
- Prévôt de la Confrérie du Saint-Sang : 1666
- Bourgmestre de Bruges : 1674-1677